# Simon Rix
James Simon Rix, född 18 oktober 1977 i Leeds, West Yorkshire, är en brittisk basgitarrist som spelar i bandet Kaiser Chiefs.